# Antimaco I
Antimaco I (Antimachos; fl. II secolo a.C.) è stato un sovrano del Regno greco-battriano e indo-greco dal 180 a.C. al 170 a.C. circa.

## Biografia
Non è chiaro se Antimaco fosse imparentato con i sovrani greco-battriani Eutidemo I e suo figlio Demetrio I. Tarn considera Antimaco un membro della dinastia eutidemide, identificandolo con un figlio di Eutidemo I e fratello di Demetrio I; Narain lo vuole un sovrano indipendente dagli eutidemi e in qualche modo collegato con la dinastia precedente, quella di Diodoto I.
Antimaco fu sovrano di un territorio che si estendeva sulla Battria, sulla bassa valle di Kabul e parti del Pakistan settentrionale. Fu probabilmente sconfitto dall'usurpatore Eucratide I; alternativamente il suo territorio passò a quest'ultimo dopo la sua morte.
Antimaco ebbe due figli come co-reggenti, Antimaco II e l'altrimenti ignoto Eumene.

## Monetazione
Sulla sua monetazione, Antimaco si attribuisce il titolo di "Dio-Re" per primo nel mondo ellenistico. Su alcune delle sue monete chiama suo padre Eutidemo I "Il Dio", suggerendo che possa averlo fatto oggetto di un culto di stato.
Antimaco coniò anche delle monete raffiguranti un elefante sul dritto, con il contorno di puntini caratteristico della faccia delle monete dedicata ai sovrani. Il retro delle monete presenta la dea greca della vittoria, Nike, che offre un serto (all'elefante sull'altro lato). L'elefante è un simbolo del buddismo e di Buddha e l'iconografia sta probabilmente ad indicare la vittoria del buddismo attraverso le conquiste dei sovrani indo-greci. Queste monete ricordano quelle di Demetrio I e quelle di Apollodoto I.